# Ngựa Kiso

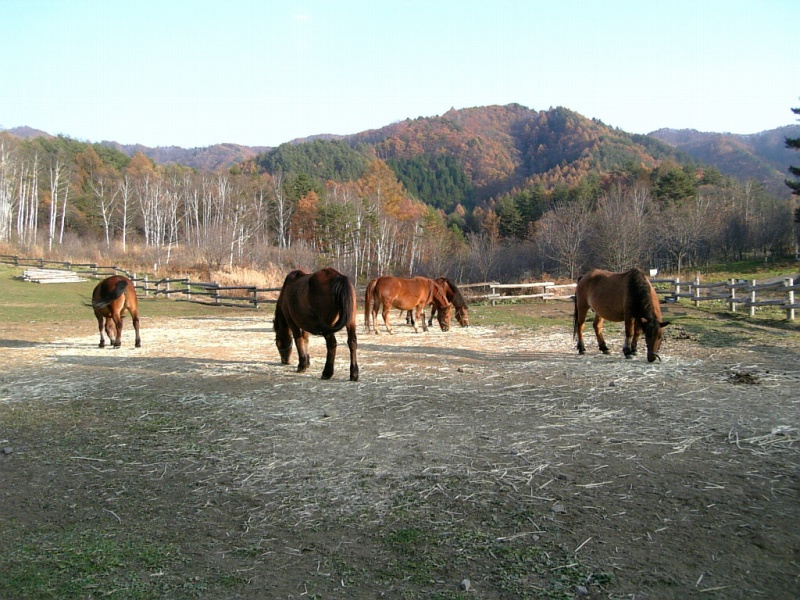
Ngựa Kiso

Ngựa Kiso (tiếng Nhật: 木 曽 馬, kiso uma) là một trong 8 giống ngựa bản địa của Nhật Bản. Nó là giống ngựa bản địa duy nhất từ Honshu, hòn đảo chính của Nhật Bản. Giống như hầu hết các giống bản địa khác của Nhật Bản, nó đang ở tình trạng cực kỳ nguy cấp.

## Lịch sử
Ngựa bản địa Nhật Bản được cho là có nguồn gốc từ các trại ngựa tại nhiều thời điểm khác nhau từ các vùng khác nhau của lục địa châu Á; các lần nhập khẩu ngựa đầu tiên như vậy đã diễn ra muộn nhất vào thế kỷ thứ sáu. Ngựa được sử dụng trong nông nghiệp - làm động vật chở đồ đạc mặc dù không dùng cho sức kéo; chủ yếu chúng được dùng trong chiến tranh cho đến khi phát minh ra súng đạn.:67 Những con ngựa giống này không lớn: xương của khoảng 130 con ngựa đã được khai quật từ các chiến trường có niên đại Kamakura (1185–1333 AD); các bộ xương này dao động từ 110 đến 140 cm tính theo chiều cao ngang ngực.:67
Giống Kiso bắt nguồn từ thung lũng Kiso và dãy núi Kiso Sanmyaku, ở tỉnh Nagano, và vùng Higashimino của tỉnh Gifu, ở trung tâm Honshu. Trong thời kỳ Minh Trị (1868–1912), nó bị ảnh hưởng nặng nề bởi chương trình nhân giống của quân đội Nhật Bản, vì chương trình này muốn những con ngựa cao hơn và ra lệnh cho tất cả ngựa giống này bị thiến hết, và chỉ những giống ngựa nhập khẩu thay thế Sau Thế chiến thứ hai vài con ngựa Kiso thuần chủng vẫn còn lại. Một con ngựa giống này, dùng làm con vật trang trí cho một đền thờ, đã may mắn không bị thiến. Con của con ngựa này, tên là Daisan-haruyama sinh năm 1951, đã trở thành con ngựa tổ tiên của giống ngựa này ngày nay.
Năm 1899 có 6823 con ngựa Kiso. Giữa năm 1965 và 1976 con số cá thể giống này đã giảm từ 510 xuống 32. Việc đăng ký giống này bắt đầu vào năm đó, do Nhóm Bảo tồn Ngựa Kiso ghi nhận, được thực hiện vào năm 1969, và số cá thể giống này đã từ từ phục hồi. Năm 2013, tổng số giống này ước tính là 150 con. Do sự tắc nghẽn dân số này, quy mô dân số hiệu quả - được tính là 45,8 - thấp hơn nhiều tổng số cá thể được điều tra.